# Temporada de tifones del Pacífico de 2022
La temporada de tifones del Pacífico de 2022 fue un evento en el cual ciclones tropicales se formaron en el océano Pacífico noroccidental. La temporada estuvo activa durante 2022, con mayor incidencia entre mayo y octubre. El enfoque de este artículo está limitado para el océano Pacífico al norte del ecuador entre el meridiano 100° este y el meridiano 180°. La primera tormenta nombrada de la temporada, Malakas, se desarrolló el 6 de abril.
Dentro del océano Pacífico noroccidental, hay dos agencias quienes de forma separada asignan nombres a los ciclones tropicales de los cuales resultan en un ciclón con dos nombres. La Agencia Meteorológica de Japón  nombra un ciclón tropical en el que se basarían en la velocidad de vientos sostenidos en 10 minutos de al menos 65 km/h, en cualquier área de la cuenca. Mientras que el Servicio de Administración Atmosférica, Geofísica y Astronómica de Filipinas (PAGASA) asigna nombres a los ciclones tropicales los cuales se mueven dentro o forma de una depresión tropical en el área de responsabilidad localizados entre 135° E y 115° E y también entre 5°-25° N, sí el ciclón haya tenido un nombre asignado por la Agencia Meteorológica de Japón. Las depresiones tropicales, que son monitoreadas por el Centro Conjunto de Advertencia de Tifones, son numerados agregándoles el sufijo "W".

## Pronósticos
| TSR Pronósticos         | Tormentas tropicales | Tifones totales     | CTs Intensas         | ECA          | Ref.  |
| ----------------------- | -------------------- | ------------------- | -------------------- | ------------ | ----- |
| Promedio (1965–2021)    | 25.9                 | 16.2                | 8.8                  | 293          | [ 3 ] |
| 5 de mayo de 2022       | 23                   | 13                  | 7                    | 293          | [ 3 ] |
| 6 de julio de 2022      | 23                   | 13                  | 7                    | 217          | [ 4 ] |
| 9 de agosto de 2022     | 23                   | 14                  | 6                    | 166          | [ 5 ] |
| Otros pronósticos       | Pronóstico central   | Periodo             | Periodo              | Ciclones     | Ref   |
| 22 de diciembre de 2021 | PAGASA               | Enero a marzo       | Enero a marzo        | 0–3 ciclones | [ 6 ] |
| 22 de diciembre de 2021 | PAGASA               | Abril a junio       | Abril a junio        | 1–4 ciclones | [ 6 ] |
| 29 de junio de 2022     | PAGASA               | Julio a septiembre  | Julio a septiembre   | 3–6 ciclones | [ 7 ] |
| 29 de junio de 2022     | PAGASA               | Octubre a diciembre | Octubre a diciembre  | 5–9 ciclones | [ 7 ] |
| Temporada 2022          | Pronóstico central   | Ciclones tropicales | Tormentas tropicales | Tifones      | Ref.  |
| Actividad actual:       | JMA                  | 18                  | 11                   | 4            |       |
| Actividad actual:       | JTWC                 | 13                  | 8                    | 4            |       |
| Actividad actual:       | PAGASA               | 8                   | 6                    | 2            |       |

Los pronósticos incluyen cambios semanales y mensuales en factores importantes que ayudan a determinar la cantidad de tormentas tropicales, tifones y supertifones dentro de un año en particular. Según Tropical Storm Risk (TSR), la temporada promedio de tifones en el Pacífico entre 1965 y 2021 contenía aproximadamente 25 tormentas tropicales, 13 tifones y 7 supertifones. La Tropical Storm Risk generalmente clasifica una temporada como superior al promedio, promedio o inferior al promedio según el índice ACE acumulativo de 293 unidades, pero ocasionalmente también se considera el número de tormentas tropicales, huracanes y huracanes importantes dentro de una temporada de tifones.

### Previsiones de pretemporada
Durante el año, varios servicios meteorológicos nacionales y agencias científicas pronostican cuántos ciclones tropicales, tormentas tropicales y tifones se formarán durante una temporada y/o cuántos ciclones tropicales afectarán a un país en particular. Estas agencias incluyeron el Consorcio de Riesgo de Tormenta Tropical (TSR) del University College de Londres, PAGASA y la Oficina Meteorológica Central de Taiwán. El primer pronóstico fue publicado por PAGASA el 22 de diciembre de 2021, en su perspectiva climática estacional mensual que predice la primera mitad de 2022. Predijeron que solo se esperaba que se formaran o ingresaran de 0 a 3 ciclones tropicales en el área de responsabilidad de Filipinas entre enero y marzo, mientras que se esperaba que se formaran de 1 a 4 ciclones tropicales entre abril y junio. PAGASA también declaró que las condiciones actuales de La Niña podrían durar hasta que vuelva a pasar a condiciones de El Niño-Oscilación del Sur neutrales para el segundo trimestre de 2022.

### Previsiones en la media temporada
El 5 de mayo de 2022, Tropical Storm Risk (TSR) emitió su primer pronóstico para la temporada de 2022 con La Niña aún anticipada hasta aproximadamente el tercer trimestre del año, TSR predijo que la actividad tropical para el año será ligeramente inferior al promedio y pronosticó 23 tormentas con nombre. 13 tifones y 7 tifones intensos. TSR se mantuvo constante con su predicción en su segundo pronóstico en julio. El 9 de agosto de 2022, TSR publicó su tercer y último pronóstico para la temporada, y los únicos cambios son aumentar el número de tifones en 14 y disminuir el número de tifones intensos a 6. El pronóstico del índice ACE se redujo significativamente a 166 y se basó en sobre el índice vigente a principios de agosto y la reducción de la actividad ciclónica en el mes de junio.

## Resumen de la temporada

### Actividad de pretemporada temprana

La tormenta tropical Malakas se intensifica al este de Yap a medida que la tormenta tropical Megi se acerca a las Visayas y luego se detiene en el golfo de Leyte, provocando inundaciones masivas y deslizamientos de tierra en Filipinas.

Los primeros dos meses del año fueron relativamente tranquilos en el Océano Pacífico Occidental. En la última semana de marzo, se formó una depresión tropical al oeste de Palawan y se dirigió a Vietnam, y recibió la designación de Uno-W del Centro Conjunto de Advertencia de Tifones (JTWC), pero el sistema no duró mucho y se disipó al día siguiente. A principios de abril, se formaron los sistemas designados como Dos-W y Tres-W. Dos-W pasó a convertirse en la tormenta tropical Malakas, que luego se intensificó hasta convertirse en la primera tormenta tropical y luego en el primer tifón de la temporada. También recibió el nombre Basyang de PAGASA, pero solo duró 5 horas dentro del Área de responsabilidad de Filipinas. Tres-W recibió el nombre de Agatón de la PAGASA y primero golpeó a Guiuan en el este de Visayas antes de moverse hacia el oeste y luego intensificarse hasta convertirse en la tormenta tropical Megi. Megi provocó inundaciones y deslizamientos de tierra catastróficos en el país, ya que permaneció casi estacionario en el golfo de Leyte antes de tocar tierra, lo que lo convirtió en el ciclón tropical más mortífero jamás registrado en el mes de abril en Filipinas. Más tarde, Megi se disipó el 13 de abril, cuando Malakas se convirtió en un tifón equivalente a la categoría 4. Luego, Malakas comenzó a debilitarse rápidamente a medida que avanzaba hacia el noreste y se convirtió en extratropical, y la cuenca se calmó durante el resto de abril. No se formaron tormentas durante la totalidad de mayo, con una depresión tropical menor que se formó al este de Mindanao el 30 de mayo y luego se disipó ese día.
Hacia fines de junio, se formó una depresión tropical al oeste de Luzón, donde PAGASA la denominó Caloy. Caloy luego se intensificó hasta convertirse en una tormenta tropical un día después, ganando el nombre internacional Chaba. Casi al mismo tiempo, una nueva área de baja presión (LPA) al este del norte de Luzón recibió una Alerta de formación de ciclón tropical por parte de Centro Conjunto de Advertencia de Tifones (JTWC), y fue nombrada por PAGASA como Domeng. El sistema finalmente se fortaleció hasta convertirse en una tormenta tropical donde la Agencia Meteorológica de Japón (JMA) nombró al sistema Aere. Chaba continuó intensificándose hasta que alcanzó el estado de tormenta tropical severa cuando Aere se desplazó hacia el polo y amenazó a las islas japonesas Ryukyu. Chaba se convirtió en un tifón de categoría 1 y golpeó Maoming en China, y también hundió un barco grúa que pasaba cerca de Hong Kong. Aere pasó por Naha en Japón y se debilitó hasta convertirse en una depresión tropical. Después de cruzar Japón, Aere fue reconvertido por el Centro Conjunto de Advertencia de Tifones (JTWC) en una tormenta subtropical. En la última semana de julio, Songda se formó al oeste de las Islas Marianas, a las que se unió Trases en el mar de Filipinas.

### Actividad pico a final de temporada

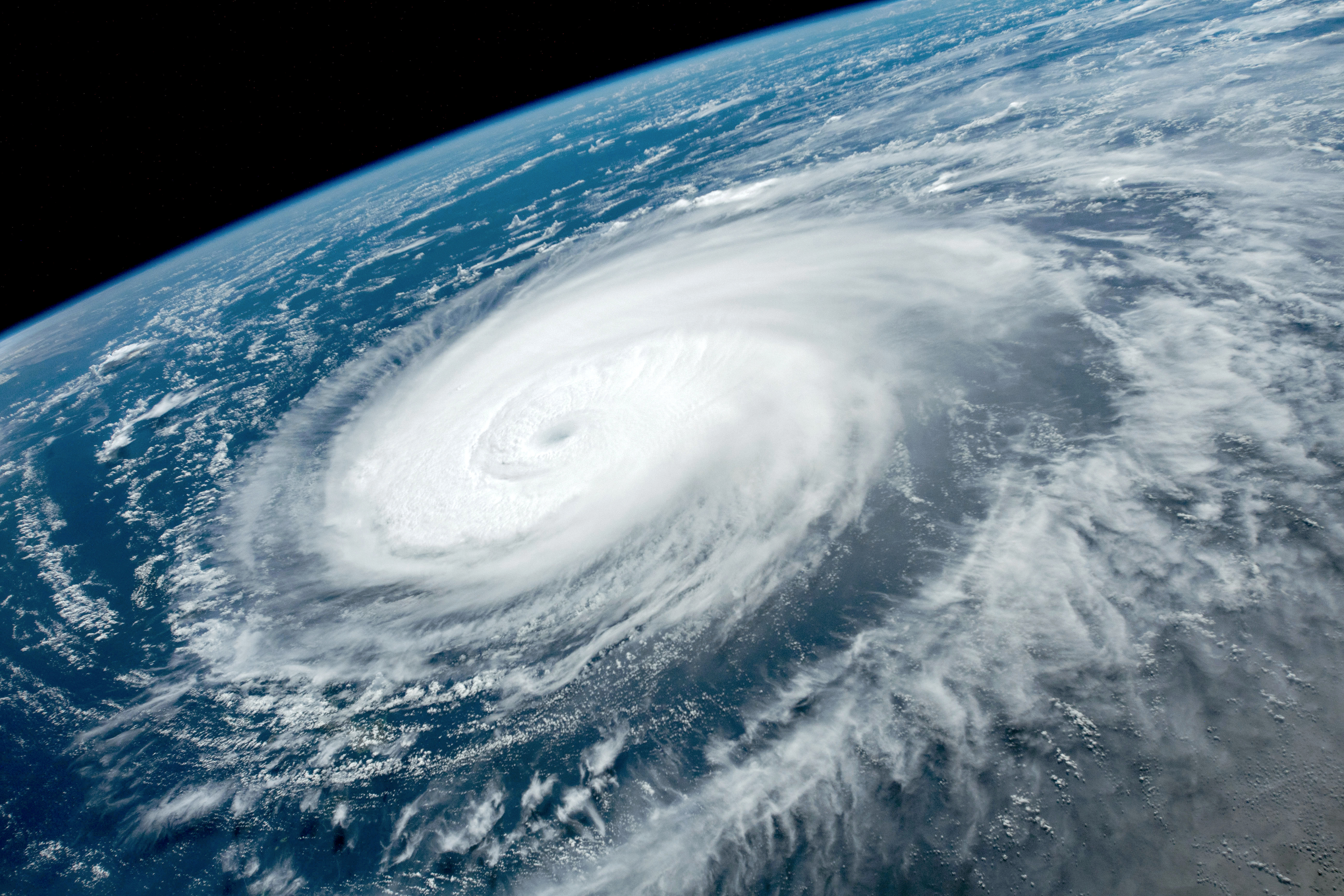
El tifón Hinnamnor tomado por la tripulación de la Expedición 67 a bordo de la Estación Espacial Internacional el 31 de agosto de 2022.

A principios de agosto, se formó un área de baja presión al suroeste de Taiwán el 1 de agosto. Dos días después, la perturbación se intensificó hasta convertirse en una depresión tropical según la Agencia Meteorológica de Japón (JMA), y la Centro Conjunto de Advertencia de Tifones (JTWC) designó la depresión como depresión tropical Ocho-W. Ocho-W se disipó el 4 de agosto cuando tocó tierra en el condado de Huidong en Guangdong. El 8 de agosto se formó una depresión tropical al este de Vietnam. La Agencia Meteorológica de Japón (JMA) clasificó el sistema como tormenta tropical y recibió el nombre de Mulan. El Centro Conjunto de Advertencia de Tifones (JTWC) clasificó a Mulan como una depresión monzónica. Mulan viajó a través del Mar de China Meridional y pasó el estrecho de Qiongzhou antes de tocar tierra en el norte de Vietnam y disiparse el 11 de agosto. El 10 de agosto, se formó otra área de baja presión al noroeste de Iwo Jima. La Agencia Meteorológica de Japón (JMA) nombró al sistema como Meari cuando alcanzó el estado de tormenta tropical. Meari tocó tierra cerca de la prefectura de Shizuoka antes de convertirse en un ciclón extratropical el 14 de agosto. La tormenta perturbó múltiples eventos que se llevaron a cabo en Japón y provocó la suspensión de algunos transportes en el país. Adicionalmente, causando daños menores a las viviendas. El 14 de agosto, la Agencia Meteorológica de Japón (JMA) comenzó a rastrear una depresión tropical débil que se formó al oeste de la línea internacional de cambio de fecha. La depresión solo duró hasta el día siguiente. El 19 de agosto, la Agencia Meteorológica de Japón (JMA) comenzó a rastrear un área de baja presión al norte de Palaos. Luego, el sistema fue nombrado Ma-on por la Agencia Meteorológica de Japón (JMA) cuando alcanzó el estado de tormenta tropical el 22 de agosto. La tormenta se fortaleció aún más hasta convertirse en una tormenta tropical severa el mismo día. Ma-on tocó tierra por primera vez en Maconacon en la provincia de Isabela antes de salir del área de responsabilidad de Filipinas el 24 de agosto. Luego, Ma-on tocó tierra por segunda vez cerca de Yangjiang, China, al día siguiente y su última recalada en el norte de Vietnam antes de que fuera la última. señaló el 26 de agosto. Ma-on mató a siete personas en Filipinas y Vietnam y causó daños moderados a las infraestructuras en ambos países. El 21 de agosto, después de la formación de Ma-on, se formó otra depresión tropical al noreste de Guam. Debido a las condiciones favoritas, la depresión se intensificó rápidamente hasta convertirse en una tormenta tropical y la Agencia Meteorológica de Japón (JMA) la denominó Tokage. Tres días después, el Centro Conjunto de Advertencia de Tifones (JTWC) convirtió a Tokage en un tifón, y la Agencia Meteorológica de Japón (JMA) hizo lo mismo tres horas después. Tokage alcanzó su máxima intensidad como categoría 3 antes de entrar en ambientes hostiles al este de Japón. Tokage se convirtió en una tormenta extratropical el 25 de agosto antes de que se observara por última vez al sur de Alaska. Además, el 22 de agosto se formó una depresión tropical al norte del tifón Tokage. Sin embargo, se disipó el mismo día. 
Cerca de finales de agosto, el 28 de agosto se formó una depresión tropical al sureste de Japón. La depresión fue nombrada Hinnamnor por la Agencia Meteorológica de Japón (JMA) 6 horas después de su formación. Hinnamnor luego se fortaleció hasta convertirse en el primer tifón equivalente a categoría 5 de la cuenca. Hinnamnor se dirigió al oeste hacia las islas Ryukyu y se detuvo al sur de la prefectura mientras mantenía su fuerza. El 30 de agosto, se formó otra depresión tropical al sur del tifón Hinnamnor, que se estaba intensificando. La depresión fue nombrada Gardo por PAGASA. Gardo duró poco y su estructura fue absorbida por el tifón Hinnamnor cerca de Taiwán.

### Energía Ciclónica Acumulada (ECA)
El índice de la Energía Ciclónica Acumulada (ACE) para la temporada de tifones en el Pacífico de 2022, calculado por la Universidad Estatal de Colorado utilizando datos del Centro Nacional de Huracanes, es de aproximadamente 64.5 unidades. En términos generales, ACE es una medida del poder de una tormenta tropical o subtropical multiplicada por el tiempo que existió. Un número ACE representa la suma de los cuadrados de la velocidad máxima sostenida del viento (nudos) para todas las tormentas nombradas mientras tienen al menos una intensidad de tormenta tropical, dividida por 10,000. Por lo tanto, las depresiones tropicales no están incluidas.

## Ciclones tropicales

### Depresión tropical Uno-W
Una perturbación que se formó después de cruzar la región de Visayas y Palawan a fines de marzo se convirtió en un área de baja presión al sureste de Da Nang en Vietnam. Luego se convirtió en una depresión tropical, la primera de la temporada de tifones del Pacífico, a las 18:00 UTC del 29 de marzo. A las 21:00 UTC del mismo día, el Centro Conjunto de Advertencia de Tifones (JTWC) emitió una alerta de formación de ciclones tropicales (TCFA) para el sistema. Al día siguiente, la agencia ascendió a depresión tropical, asignándole la designación Uno-W. Poco después, emitieron su aviso final sobre el sistema después de que finalmente golpeó la parte sureste de Vietnam el 30 de marzo.
En Vietnam, las inundaciones provocadas por la depresión han dejado seis muertos, un desaparecido y ocho heridos. Las inundaciones también provocaron el colapso de dos casas, la pérdida de los techos de 50 casas, el hundimiento de 229 botes y el daño de 2.592 balsas.

### Tifón Malakas (Basyang)
El Centro Conjunto de Advertencia de Tifones (JTWC) notó por primera vez la existencia de una perturbación tropical el 3 de abril. Las condiciones favorables cerca del sistema ayudaron a que se desarrollara, y la Agencia Meteorológica de Japón (JMA) reconoció el sistema como una depresión tropical el 6 de abril. Más tarde ese mismo día, el Centro Conjunto de Advertencia de Tifones (JTWC) emitió un TCFA para el sistema. Al día siguiente, el Centro Conjunto de Advertencia de Tifones (JTWC) reconoció el sistema como una depresión tropical y le dio la designación Dos-W. A las 21:00 UTC, el Centro Conjunto de Advertencia de Tifones (JTWC) lo actualizó a tormenta tropical. El 8 de abril, el sistema se convirtió en tormenta tropical y la Agencia Meteorológica de Japón (JMA) lo denominó Malakas. Malakas continuó viajando sobre el Océano Pacífico y comenzó a intensificarse lentamente, convirtiéndose en una tormenta tropical severa el 11 de abril y luego en un tifón el 12 de abril. Aproximadamente al mismo tiempo, ingresó al Área de responsabilidad de Filipinas (PAR), recibiendo el nombre local de Basyang de PAGASA a las 03:00 UTC. Luego, Malakas se demoró un rato en el borde de la PAR antes de salir finalmente 5 horas después, mientras se intensificaba hasta convertirse en un tifón equivalente a la categoría 2. Luego, Malakas continuó su intensificación, alcanzando el estado equivalente a categoría 3 más tarde ese día, y en un tifón equivalente a categoría 4 el 13 de abril, alcanzando su máxima intensidad. Al día siguiente, Malakas se debilitó a un tifón equivalente a Categoría 3 a medida que se degradaba la estructura de su ojo. Se debilitó aún más a un estado equivalente a la categoría 1 más tarde ese día. Para el 15 de abril, comenzó su transición a ciclón extratropical, y su estructura se deterioró rápidamente. El Centro Conjunto de Advertencia de Tifones (JTWC) dio su aviso final en el sistema a las 09:00 UTC del mismo día, mientras que la Agencia Meteorológica de Japón (JMA) hizo lo mismo alrededor de las 18:00 UTC.

### Tifón Tokage
El 21 de agosto de 2022, la Agencia Meteorológica de Japón (JMA) notó que se había formado una depresión tropical al noreste de Guam. Bajo un entorno favorable de temperaturas cálidas en la superficie del mar, poca cizalladura del viento y muy buen flujo de salida hacia los polos, el sistema se intensificó rápidamente para convertirse en la tormenta tropical Tokage a primera hora del día siguiente. Moviéndose hacia el norte-noroeste, Tokage se intensificaría hasta convertirse en una tormenta tropical severa más tarde ese mismo día, y para las 09:00 UTC del 23 de agosto, el Centro Conjunto de Advertencia de Tifones (JTWC) mejoró Tokage a tifón, y la Agencia Meteorológica de Japón (JMA) hizo lo mismo tres horas después. La tormenta alcanzaría su punto máximo seis horas más tarde según la Agencia Meteorológica de Japón (JMA), con vientos sostenidos de 140 km/h (85 mph) durante 10 minutos y una presión de 970 hPa, mientras que el Centro Conjunto de Advertencia de Tifones (JTWC) estimó que Tokage alcanzó su punto máximo a las 00:00 UTC del día siguiente, con vientos sostenidos de 185 km/h (115 mph) durante 1 minuto, lo que convierte a Tokage en un tifón equivalente a la categoría 3 en la escala de huracanes de Saffir-Simpson (EHSS). Después de alcanzar su punto máximo, Tokage se debilitó rápidamente bajo la fuerte cizalladura del viento mientras se curvaba hacia el noreste debido a una cresta subtropical de capas profundas ubicada al este de la tormenta, y comenzó la transición extratropical a las 03:00 UTC del 25 de agosto. La tormenta completaría su transición 12 horas después, con el Centro Conjunto de Advertencia de Tifones (JTWC) emitiendo su aviso final y la Agencia Meteorológica de Japón (JMA) haciendo lo mismo tres horas después.

### Tifón Hinnamnor (Henry)
El 27 de agosto de 2022, el Centro Conjunto de Advertencia de Tifones (JTWC) comenzó a monitorear una perturbación ubicada a 461 millas náuticas de Iwo Jima, a la que llamaron Invest 90W. Después de la organización, la agencia emitió una alerta de formación de ciclones tropicales (TCFA) a las 04:10 UTC del día siguiente. Seis horas más tarde, se intensificó a tormenta tropical, siendo nombrada Hinnamnor por la Agencia Meteorológica de Japón (JMA). Moviéndose hacia el oeste, Hinnamnor se fortaleció constantemente, ganando vientos equivalentes a categoría 1 de 75 nudos (90 mph, 144 km/h) el 29 de agosto. Al mismo tiempo, la Agencia Meteorológica de Japón (JMA) actualizó Hinnamnor a un tifón. El sistema experimentó una rápida intensificación y procedió a obtener vientos equivalentes a la categoría 3 a las 12:00 UTC del mismo día. La tormenta se fortaleció rápidamente durante la noche y creció rápidamente con vientos equivalentes a la categoría 5 de 140 nudos (160 mph, 260 km/h), con una presión mínima de 920 hectopascales (27,17 inHg) con un ojo de alfiler. Hinnamnor se debilitó después de un ciclo de reemplazo de la pared del ojo y disminuyó la velocidad a medida que se acercaba a Okinawa. Cuando se estancó al sur de la prefectura, la tormenta se volvió a intensificar y se formó una CDO intensa junto con un ojo más grande.

### Otros sistemas
- Tormenta tropical Megi (Agatón)
- Tifón Chaba (Caloy)
- Tormenta tropical Aere (Domeng)
- Tormenta tropical Songda
- Tormenta tropical Trases (Ester)
- Depresión tropical Ocho-W
- Tormenta tropical Mulán
- Tormenta tropical Meari
- Tormenta tropical severa Ma-on

- JMA DT 04: Un área de baja presión se convirtió en una depresión tropical al noreste de Mindanao a principios del 30 de mayo,[41][42]  pero se disipó rápidamente cerca de Mindanao a última hora del mismo día.[43][44]
- JMA DT 07: El 22 de julio, la Agencia Meteorológica de Japón (JMA) comenzó a rastrear un área de baja presión al sur de Japón.[45] Al día siguiente, el Centro Conjunto de Advertencia de Tifones (JTWC) también comenzó a rastrear el sistema, ahora 227 millas náuticas (261 millas; 420 km) al sur-suroeste de Iwo Jima, Japón. El 24 de julio, la Agencia Meteorológica de Japón (JMA) actualizó el sistema a depresión tropical.[46]
- JMA DT 13: La Agencia Meteorológica de Japón (JMA) comenzó a monitorear una depresión tropical débil que se formó justo al oeste de la línea internacional de cambio de fecha el 14 de agosto.[47] El sistema solo persistió hasta la madrugada del día siguiente.
- JMA DT 16: Una depresión tropical se formó en el este de Japón el 22 de agosto y se disipó el mismo día.[48]

## Nombres de los ciclones tropicales
Dentro del Océano Pacífico Noroccidental, tanto la Agencia Meteorológica de Japón (JMA) como la Administración de Servicios Atmosféricos, Geofísicos y Astronómicos de Filipinas (PAGASA) asignan nombres a los ciclones tropicales que se desarrollan en el Pacífico Occidental, lo que puede dar como resultado que un ciclón tropical tenga dos nombres. El Centro de Tifones RSMC Tokio de la Agencia Meteorológica de Japón asigna nombres internacionales a los ciclones tropicales en nombre del Comité de Tifones de la Organización Meteorológica Mundial (OMM), en caso de que se juzgue que tienen una velocidad del viento sostenida de 10 minutos de 65 km/h (40 mph). PAGASA nombra a los ciclones tropicales que se mueven o forman una depresión tropical en su área de responsabilidad ubicada entre 135°E y 115°E y entre 5°N y 25°N, incluso si el ciclón tiene un nombre internacional asignado. Los nombres de ciclones tropicales significativos son retirados, tanto por PAGASA como por el Comité de Tifones. Si la lista de nombres para la región de Filipinas se agota, los nombres se tomarán de una lista auxiliar de los cuales se publican los primeros diez cada temporada. Los nombres no utilizados están marcados en gris.

### Nombres internacionales
Se nombra un ciclón tropical cuando se considera que tiene una velocidad del viento sostenida de 10 minutos de 65 km/h (40 mph). La Agencia Meteorológica de Japón (JMA) seleccionó los nombres de una lista de 140 nombres, que habían sido desarrollados por los 14 países y territorios miembros del Comité de Tifones ESCAP/WMO. Los nombres retirados, si los hay, serán anunciados por la Organización Meteorológica Mundial (OMM) en 2023; los nombres de reemplazo se anunciarán en 2024. Durante la temporada, los nombres Trases, Mulan y Hinnamnor se usaron por primera vez después de que reemplazaron los nombres Sarika, Haima, y Nock-ten, que se retiraron después de la temporada de 2016. Los siguientes 28 nombres en la lista de nombres se enumeran aquí junto con su designación numérica internacional, si se utilizan.
| Malakas | Megi   | Chaba    | Aere      | Songda           | Trases           | Mulan             |
| Meari   | Ma-on  | Tokage   | Hinnamnor | Muifa            | Merbok           | Nanmadol          |
| Talas   | Noru   | Kulap    | Roke      | Sonca            | Nesat            | Haitang           |
| Nalgae  | Banyan | Yamaneko | Pakhar    | Sanvu (sin usar) | Mawar (sin usar) | Guchol (sin usar) |

### Filipinas
La Administración de Servicios Atmosféricos, Geofísicos y Astronómicos de Filipinas utiliza su propio esquema de nomenclatura para los ciclones tropicales en su área de responsabilidad. PAGASA asigna nombres a las depresiones tropicales que se forman dentro de su área de responsabilidad y a cualquier ciclón tropical que pudiera moverse a su área de responsabilidad, y las listas se reutilizan cada cuatro años. Los nombres que no fueron asignados están marcados en gris. Los nombres se tomaron de una lista de nombres, que se usó por última vez durante 2018 y está programado para usarse nuevamente durante 2026. Todos los nombres son iguales, excepto Obet, Rosal y Umberto, que reemplazaron los nombres de Ompong, Rosita y Usman después de su retiro.
| Agatón             | Basyang           | Caloy             | Domeng           | Ester             | Florita           | Gardo              |  |
| Henry              | Inday             | Josie             | Karding          | Luis              | Maymay            | Neneng             |  |
| Obet               | Paeng             | Queenie           | Rosal            | Samuel (sin usar) | Tomás (sin usar)  | Umberto (sin usar) |  |
| Venus (sin usar)   | Waldo (sin usar)  | Yayang (sin usar) | Zeny (sin usar)  |                   |                   |                    |  |
| Nombres auxiliares |                   |                   |                  |                   |                   |                    |  |
| Agila (sin usar)   | Bagwis (sin usar) | Chito (sin usar)  | Diego (sin usar) | Elena (sin usar)  | Felino (sin usar) | Gunding (sin usar) |  |
| Harriet (sin usar) | Indang (sin usar) | Jessa (sin usar)  |                  |                   |                   |                    |  |